# Peso ecuadoriano
Il peso è stata una valuta dell'Ecuador fino al 1884.

## Storia
Peso era il nome delle monete da 8 reales che circolavano Ecuador dal periodo coloniale spagnolo. Nel 1856 la valuta fu agganciata al franco francese, al cambio di 1 peso = 5 franchi. Dal 1862 fu emesse carta moneta denominata in reales e pesos. Il peso fu formalmente adottato come valuta dell'Ecuador nel 1871, rimpiazzando il real al cambio di 1 peso = 8 reales. Ero suddiviso in 100 centavos. Nel 1884 il peso fu sostituito dal sucre alla pari.

## Monete
Le sole monete emesse tra il 1871 e il 1884 erano da 1 e 2 centavos, coniate in cupro-nichel alla zecca "Heaton" di Birmingham. Queste monete continuarono a circolare dopo l'adozione del sucre.

## Banconote
La carta moneta fu emessa solamente da banche private. Il "Banco Particular de Descuento I Circulación de Guayaquil" emise banconote tra il 1862 e il 1866 in tagli da 2 e 4 reales, 1, 5, 10, 20, 50 e 100 pesos. Il "Banco del Ecuador" emise tagli da 2 e 4 reales, 1, 4, 5 and 10 pesos tra il 1868 e il 1887. Alcune banconote da 1 e 5 pesos furono poi sovrastampate per essere utilizzate come banconote da 80 centavos e 4 sucres, con un tasso di conversione di 5 pesos = 4 sucres per le banconote di questa banca.
Il "Banco de Circulación y Descuento" emise banconote da 4 reales, 1, 4, 5, 10 e 20 pesos negli anni 60, mentre il "Banco Nacional" emise banconote negli anni 70 in tagli da 2 e 4 reales, 1, 5, 10, 20 e 100 pesos. Il "Banco de Quito" emise banconote in tagli da 2 reales, 1, 5, 10, 20 e 100 pesos tra il 1874 e il 1880, il "Banco de la Unión" emise banconote tra il 1882 e il 1893 in tagli da 1, 5, 10, 20 e 100 pesos, e il "Banco Anglo-Ecuatoriano" emise banconote nel 1884 da 1, 5 e 10 pesos.